# England's Medieval Festival
England's Medieval Festival er en middelalderfestival i august på Herstmonceux Castle i Sussex. Den varer tre dage med bl.a. ridderturnering, falkonerer, fodkamp, reenactment som teltlejr, middelaldermusik, kampshows og middelaldermarked med håndværk, mad og drikke.
Den første festival blev afholdt i 1993 som en fejring af den nye ejer: Queen's University, og adskillige hundrede gæster deltog. Senere har festivalen udviklet sig, så der er flere tusinde gæster hvert år.